# Giải vô địch bóng đá thế giới 1966

Nữ hoàng Anh Elizabeth II trao cúp cho đội trưởng đội tuyển Anh Bobby Moore

Giải vô địch bóng đá thế giới 1966 là lần tổ chức thứ 8 của giải vô địch bóng đá thế giới, diễn ra tại Anh từ ngày 11 đến ngày 30 tháng 7 năm 1966. Đây là lần thứ 5 giải vô địch bóng đá thế giới được tổ chức tại châu Âu sau các năm 1934 tại Ý, 1938 tại Pháp, 1954 tại Thụy Sĩ và 1958 tại Thụy Điển.
Các trận đấu được diễn ra tại tám sân vận động trên khắp nước Anh, với trận chung kết được tổ chức tại sân vận động Wembley, có sức chứa 98.600 khán giả. Sự kiện năm 1966 ghi nhận số lượng đội tham dự cao nhất lúc bấy giờ cho một giải đấu quốc tế, với 70 quốc gia tham gia vòng loại. Trước giải đấu, chiếc cúp Jules Rimet đã bị đánh cắp, nhưng đã được một chú chó tên Pickles tìm thấy 4 tháng trước khi giải đấu bắt đầu. Trận chung kết, được BBC phát sóng tại chỗ, là lần cuối cùng được giải đấu được chiếu hoàn toàn bằng truyền hình đen trắng. 31 quốc gia châu Á đã tẩy chay World Cup vì phản đối số lượng các đội hạt giống được FIFA bảo đảm vào vòng chung kết của giải năm đó.
Linh vật chính thức của giải đấu là sư tử Willie, một biểu tượng đặc trưng của Anh, đang mặc chiếc áo thi đấu hình lá cờ Vương quốc Liên hiệp Anh và Bắc Ireland với dòng chữ "WORLD CUP".
Chủ nhà Anh đoạt chức vô địch thế giới sau khi đánh bại Tây Đức 4–2 trong trận chung kết. Hai đội đã hòa nhau với tỷ số 2–2 sau 90 phút và đến hiệp phụ, Geoff Hurst ghi hai bàn thắng để hoàn thành cú hat-trick  đầu tiên trong một trận chung kết (dù bàn thắng thứ hai của ông đã gây ra nhiều tranh cãi dữ dội giống như tại World Cup 2010). Anh là quốc gia thứ 5 giành chức vô địch và là quốc gia chủ nhà thứ 3 giành chiến thắng sau Uruguay năm 1930 và Ý năm 1934.

## Vòng loại
71 đội bóng tham dự vòng tuyển và được chia theo các châu lục để chọn ra 14 đội vào vòng chung kết cùng với nước chủ nhà Anh và đội đương kim vô địch thế giới Brasil. (Xem Vòng loại Giải vô địch bóng đá thế giới 1966)

## Các sân vận động
| Sunderland                                  | Middlesbrough                                                         | Liverpool                                                             |
| Roker Park                                  | Ayresome Park                                                         | Goodison Park                                                         |
| 54°54′52″B 1°23′18″T / 54,91444°B 1,38833°T | 54°33′51″B 1°14′49″T / 54,56417°B 1,24694°T                           | 53°26′20″B 2°57′58″T / 53,43889°B 2,96611°T                           |
| Sức chứa:40.310                             | Sức chứa:40.000                                                       | Sức chứa:50.151                                                       |
|                                             |                                                                       |                                                                       |
| Manchester                                  | Luân ĐônManchesterLiverpoolSunderlandMiddlesbroughBirminghamSheffield | Luân ĐônManchesterLiverpoolSunderlandMiddlesbroughBirminghamSheffield |
| Old Trafford                                | Luân ĐônManchesterLiverpoolSunderlandMiddlesbroughBirminghamSheffield | Luân ĐônManchesterLiverpoolSunderlandMiddlesbroughBirminghamSheffield |
| 53°27′47″B 2°17′29″T / 53,46306°B 2,29139°T | Luân ĐônManchesterLiverpoolSunderlandMiddlesbroughBirminghamSheffield | Luân ĐônManchesterLiverpoolSunderlandMiddlesbroughBirminghamSheffield |
| Sức chứa:58.000                             | Luân ĐônManchesterLiverpoolSunderlandMiddlesbroughBirminghamSheffield | Luân ĐônManchesterLiverpoolSunderlandMiddlesbroughBirminghamSheffield |
|                                             | Luân ĐônManchesterLiverpoolSunderlandMiddlesbroughBirminghamSheffield | Luân ĐônManchesterLiverpoolSunderlandMiddlesbroughBirminghamSheffield |
| Sheffield                                   | Luân ĐônManchesterLiverpoolSunderlandMiddlesbroughBirminghamSheffield | Luân ĐônManchesterLiverpoolSunderlandMiddlesbroughBirminghamSheffield |
| Sân vận động Hillsborough                   | Luân ĐônManchesterLiverpoolSunderlandMiddlesbroughBirminghamSheffield | Luân ĐônManchesterLiverpoolSunderlandMiddlesbroughBirminghamSheffield |
| 53°24′41″B 1°30′2″T / 53,41139°B 1,50056°T  | Luân ĐônManchesterLiverpoolSunderlandMiddlesbroughBirminghamSheffield | Luân ĐônManchesterLiverpoolSunderlandMiddlesbroughBirminghamSheffield |
| Sức chứa:42.730                             | Luân ĐônManchesterLiverpoolSunderlandMiddlesbroughBirminghamSheffield | Luân ĐônManchesterLiverpoolSunderlandMiddlesbroughBirminghamSheffield |
|                                             | Luân ĐônManchesterLiverpoolSunderlandMiddlesbroughBirminghamSheffield | Luân ĐônManchesterLiverpoolSunderlandMiddlesbroughBirminghamSheffield |
| Luân Đôn                                    | Luân Đôn                                                              | Birmingham                                                            |
| Sân vận động Wembley                        | Sân vận động White City                                               | Villa Park                                                            |
| 51°33′21″B 0°16′46″T / 51,55583°B 0,27944°T | 51°33′20″B 0°16′47″T / 51,55556°B 0,27972°T                           | 52°30′33″B 1°53′5″T / 52,50917°B 1,88472°T                            |
| Sức chứa:98.600                             | Sức chứa:76.567                                                       | Sức chứa:52.000                                                       |
|                                             |                                                                       |                                                                       |

## Trọng tài
| Châu Phi - Ali Kandil Châu Á - Menachem Ashkenazi | Nam Mỹ - José María Codesal - Roberto Goicoechea - Armando Marques - Arturo Yamasaki |

Châu Âu
| - John Adair - Tofiq Bahramov - Leo Callaghan - Joaquim Campos - Ken Dagnall - Gottfried Dienst - Jim Finney - Karol Galba - Juan Gardeazábal Garay - Rudolf Kreitlein | - Concetto Lo Bello - Bertil Lööw - George McCabe - Hugh Phillips - Dimitar Rumentchev - Pierre Schwinte - Kurt Tschenscher - Konstantin Zečević - István Zsolt |

## Phân nhóm
| Nhóm 1: Nam Mỹ                                             | Nhóm 2: châu Âu                           | Nhóm 3: châu Âu Latin                 | Nhóm 4: Các đội bóng còn lại                      |
| ---------------------------------------------------------- | ----------------------------------------- | ------------------------------------- | ------------------------------------------------- |
| - Brasil (đương kim vô địch) - Argentina - Chile - Uruguay | - Anh (chủ nhà) - Hungary - Liên Xô - Đức | - Pháp - Bồ Đào Nha - Tây Ban Nha - Ý | - Bulgaria - CHDCND Triều Tiên - México - Thụy Sĩ |

## Vòng bảng

### Bảng 1
| Đội     | Tr | T | H | B | BT | BB | TL   | Đ |
| ------- | -- | - | - | - | -- | -- | ---- | - |
| Anh     | 3  | 2 | 1 | 0 | 4  | 0  | ∞    | 5 |
| Uruguay | 3  | 1 | 2 | 0 | 2  | 1  | 2.00 | 4 |
| México  | 3  | 0 | 2 | 1 | 1  | 3  | 0.33 | 2 |
| Pháp    | 3  | 0 | 1 | 2 | 2  | 5  | 0.40 | 1 |

| Anh | 0–0      | Uruguay |
| --- | -------- | ------- |
|     | Chi tiết |         |

| Pháp        | 1–1      | México    |
| ----------- | -------- | --------- |
| Hausser 62' | Chi tiết | Borja 48' |

| Uruguay                | 2–1      | Pháp                     |
| ---------------------- | -------- | ------------------------ |
| Rocha 26' · Cortés 31' | Chi tiết | De Bourgoing 15' (ph.đ.) |

| Anh                        | 2–0      | México |
| -------------------------- | -------- | ------ |
| B. Charlton 37' · Hunt 75' | Chi tiết |        |

| México | 0–0      | Uruguay |
| ------ | -------- | ------- |
|        | Chi tiết |         |

| Anh           | 2–0      | Pháp |
| ------------- | -------- | ---- |
| Hunt 38', 75' | Chi tiết |      |

### Bảng 2
| Đội         | Tr | T | H | B | BT | BB | TL   | Đ |
| ----------- | -- | - | - | - | -- | -- | ---- | - |
| Tây Đức     | 3  | 2 | 1 | 0 | 7  | 1  | 7.00 | 5 |
| Argentina   | 3  | 2 | 1 | 0 | 4  | 1  | 4.00 | 5 |
| Tây Ban Nha | 3  | 1 | 0 | 2 | 4  | 5  | 0.80 | 2 |
| Thụy Sĩ     | 3  | 0 | 0 | 3 | 1  | 9  | 0.11 | 0 |

- Tây Đức xếp trên Argentina nhờ hơn về hiệu số bất phân thắng bại.

| Tây Đức                                                   | 5–0      | Thụy Sĩ |
| --------------------------------------------------------- | -------- | ------- |
| Held 16' · Haller 21', 77' (ph.đ.) · Beckenbauer 40', 52' | Chi tiết |         |

| Argentina       | 2–1      | Tây Ban Nha |
| --------------- | -------- | ----------- |
| Artime 65', 77' | Chi tiết | Pirri 67'   |

| Tây Ban Nha               | 2–1      | Thụy Sĩ     |
| ------------------------- | -------- | ----------- |
| Sanchís 57' · Amancio 75' | Chi tiết | Quentin 31' |

| Argentina | 0–0      | Tây Đức |
| --------- | -------- | ------- |
|           | Chi tiết |         |

| Argentina              | 2–0      | Thụy Sĩ |
| ---------------------- | -------- | ------- |
| Artime 52' · Onega 79' | Chi tiết |         |

| Tây Đức                   | 2–1      | Tây Ban Nha |
| ------------------------- | -------- | ----------- |
| Emmerich 39' · Seeler 84' | Chi tiết | Fusté 23'   |

### Bảng 3
| Đội        | Tr | T | H | B | BT | BB | TL   | Đ |
| ---------- | -- | - | - | - | -- | -- | ---- | - |
| Bồ Đào Nha | 3  | 3 | 0 | 0 | 9  | 2  | 4.50 | 6 |
| Hungary    | 3  | 2 | 0 | 1 | 7  | 5  | 1.40 | 4 |
| Brasil     | 3  | 1 | 0 | 2 | 4  | 6  | 0.67 | 2 |
| Bulgaria   | 3  | 0 | 0 | 3 | 1  | 8  | 0.13 | 0 |

| Brasil                   | 2–0      | Bulgaria |
| ------------------------ | -------- | -------- |
| Pelé 15' · Garrincha 63' | Chi tiết |          |

| Bồ Đào Nha                        | 3–1      | Hungary  |
| --------------------------------- | -------- | -------- |
| José Augusto 1', 67' · Torres 90' | Chi tiết | Bene 60' |

| Hungary                                    | 3–1      | Brasil     |
| ------------------------------------------ | -------- | ---------- |
| Bene 2' · Farkas 64' · Mészöly 73' (ph.đ.) | Chi tiết | Tostão 14' |

| Bồ Đào Nha                                   | 3–0      | Bulgaria |
| -------------------------------------------- | -------- | -------- |
| Vutsov 17' (l.n.) · Eusébio 38' · Torres 81' | Chi tiết |          |

| Bồ Đào Nha                    | 3–1      | Brasil    |
| ----------------------------- | -------- | --------- |
| Simões 15' · Eusébio 27', 85' | Chi tiết | Rildo 70' |

| Hungary                                     | 3–1      | Bulgaria      |
| ------------------------------------------- | -------- | ------------- |
| Davidov 43' (l.n.) · Mészöly 45' · Bene 54' | Chi tiết | Asparuhov 15' |

### Bảng 4
| Đội               | Tr | T | H | B | BT | BB | TL   | Đ |
| ----------------- | -- | - | - | - | -- | -- | ---- | - |
| Liên Xô           | 3  | 3 | 0 | 0 | 6  | 1  | 6.00 | 6 |
| CHDCND Triều Tiên | 3  | 1 | 1 | 1 | 2  | 4  | 0.50 | 4 |
| Ý                 | 3  | 1 | 0 | 2 | 2  | 2  | 1.00 | 3 |
| Chile             | 3  | 0 | 1 | 2 | 2  | 5  | 0.40 | 1 |

| Liên Xô                               | 3–0      | CHDCND Triều Tiên |
| ------------------------------------- | -------- | ----------------- |
| Malofeyev 31', 88' · Banishevskiy 33' | Chi tiết |                   |

| Ý                        | 2–0      | Chile |
| ------------------------ | -------- | ----- |
| Mazzola 8' · Barison 88' | Chi tiết |       |

| Chile              | 1–1      | CHDCND Triều Tiên |
| ------------------ | -------- | ----------------- |
| Marcos 26' (ph.đ.) | Chi tiết | Pak Seung-Zin 88' |

| Liên Xô       | 1–0      | Ý |
| ------------- | -------- | - |
| Chislenko 57' | Chi tiết |   |

| CHDCND Triều Tiên | 1–0      | Ý |
| ----------------- | -------- | - |
| Pak Doo-Ik 42'    | Chi tiết |   |

| Liên Xô           | 2–1      | Chile      |
| ----------------- | -------- | ---------- |
| Porkujan 28', 85' | Chi tiết | Marcos 32' |

## Vòng đấu loại trực tiếp
|  | Tứ kết                          | Tứ kết                 |                                 |   | Bán kết       | Bán kết                         |                                 |  | Chung kết | Chung kết |
|  |                                 |                        |                                 |   |               |                                 |                                 |  |           |           |
|  | 23 tháng 7 – Luân Đôn (Wembley) |                        |                                 |   |               |                                 |                                 |  |           |           |
|  |                                 |                        |                                 |   |               |                                 |                                 |  |           |           |
|  | Anh                             | 1                      |                                 |   |               |                                 |                                 |  |           |           |
|  | Anh                             | 1                      | 26 tháng 7 – Luân Đôn (Wembley) |   |               |                                 |                                 |  |           |           |
|  | Argentina                       | 0                      |                                 |   |               |                                 |                                 |  |           |           |
|  | Argentina                       | 0                      | Anh                             | 2 |               |                                 |                                 |  |           |           |
|  | 23 tháng 7 – Liverpool          |                        | Anh                             | 2 |               |                                 |                                 |  |           |           |
|  |                                 |                        | Bồ Đào Nha                      | 1 |               |                                 |                                 |  |           |           |
|  | Bồ Đào Nha                      | 5                      | Bồ Đào Nha                      | 1 |               |                                 |                                 |  |           |           |
|  | Bồ Đào Nha                      | 5                      | 30 tháng 7 – Luân Đôn (Wembley) |   |               |                                 |                                 |  |           |           |
|  | CHDCND Triều Tiên               | 3                      |                                 |   |               |                                 |                                 |  |           |           |
|  | CHDCND Triều Tiên               | 3                      | Anh (h.p.)                      | 4 |               |                                 |                                 |  |           |           |
|  | 23 tháng 7 – Sheffield          |                        | Anh (h.p.)                      | 4 |               |                                 |                                 |  |           |           |
|  |                                 | Tây Đức                | 2                               |   |               |                                 |                                 |  |           |           |
|  | Tây Đức                         | Tây Đức                | 2                               | 4 |               |                                 |                                 |  |           |           |
|  | Tây Đức                         | 25 tháng 7 – Liverpool |                                 | 4 |               |                                 |                                 |  |           |           |
|  | Uruguay                         | 0                      |                                 |   |               |                                 |                                 |  |           |           |
|  | Uruguay                         | 0                      | Tây Đức                         | 2 | Tranh hạng ba | Tranh hạng ba                   |                                 |  |           |           |
|  | 23 tháng 7 – Sunderland         |                        | Tây Đức                         | 2 | Tranh hạng ba | Tranh hạng ba                   |                                 |  |           |           |
|  |                                 |                        | Liên Xô                         | 1 |               | 28 tháng 7 – Luân Đôn (Wembley) | 28 tháng 7 – Luân Đôn (Wembley) |  |           |           |
|  | Liên Xô                         | 2                      | Liên Xô                         | 1 |               | 28 tháng 7 – Luân Đôn (Wembley) | 28 tháng 7 – Luân Đôn (Wembley) |  |           |           |
|  | Liên Xô                         | 2                      |                                 |   | Bồ Đào Nha    | 2                               |                                 |  |           |           |
|  | Hungary                         | 1                      |                                 |   | Bồ Đào Nha    | 2                               |                                 |  |           |           |
|  | Hungary                         | 1                      | Liên Xô                         | 1 |               |                                 |                                 |  |           |           |
|  |                                 |                        |                                 | 1 |               |                                 |                                 |  |           |           |

### Tứ kết
| Bồ Đào Nha                                                    | 5–3      | CHDCND Triều Tiên                                         |
| ------------------------------------------------------------- | -------- | --------------------------------------------------------- |
| Eusébio 27', 43' (ph.đ.), 56', 59' (ph.đ.) · José Augusto 80' | Chi tiết | Pak Seung-Zin 1' · Li Dong-Woon 22' · Yang Seung-Kook 25' |

| Tây Đức                                        | 4–0      | Uruguay |
| ---------------------------------------------- | -------- | ------- |
| Haller 11', 83' · Beckenbauer 70' · Seeler 75' | Chi tiết |         |

| Liên Xô                     | 2–1      | Hungary  |
| --------------------------- | -------- | -------- |
| Chislenko 5' · Porkujan 46' | Chi tiết | Bene 57' |

| Anh       | 1–0      | Argentina |
| --------- | -------- | --------- |
| Hurst 78' | Chi tiết |           |

### Bán kết
| Tây Đức                      | 2–1      | Liên Xô      |
| ---------------------------- | -------- | ------------ |
| Haller 42' · Beckenbauer 67' | Chi tiết | Porkujan 88' |

| Anh                  | 2–1      | Bồ Đào Nha          |
| -------------------- | -------- | ------------------- |
| B. Charlton 30', 80' | Chi tiết | Eusébio 82' (ph.đ.) |

### Tranh hạng ba
| Bồ Đào Nha                       | 2–1      | Liên Xô       |
| -------------------------------- | -------- | ------------- |
| Eusébio 12' (ph.đ.) · Torres 89' | Chi tiết | Malofeyev 43' |

### Chung kết
| Anh                                | 4–2 (s.h.p.) | Tây Đức                |
| ---------------------------------- | ------------ | ---------------------- |
| Hurst 18', 101', 120' · Peters 78' | Chi tiết     | Haller 12' · Weber 89' |

## Danh sách cầu thủ ghi bàn
| 9 bàn - Eusébio | 6 bàn - Helmut Haller | 4 bàn - Geoff Hurst - Ferenc Bene - Valeriy Porkujan - Franz Beckenbauer |

3 bàn
| - Luis Artime - Bobby Charlton | - Roger Hunt - José Augusto | - José Torres - Eduard Malofeyev |

2 bàn
| - Rubén Marcos - Kálmán Mészöly | - Pak Seung-zin - Igor Chislenko | - Uwe Seeler |

1 bàn
| - Ermindo Onega - Garrincha - Pelé - Rildo - Tostão - Georgi Asparuhov - Martin Peters - Héctor De Bourgoing - Gérard Hausser - János Farkas | - Paolo Barison - Sandro Mazzola - Enrique Borja - Li Dong-woon - Pak Doo-ik - Yang Seung-kook - António Simões - Anatoliy Banishevskiy - Amancio | - Josep Maria Fusté - Pirri - Manuel Sanchís - René-Pierre Quentin - Julio César Cortés - Pedro Rocha - Lothar Emmerich - Sigfried Held - Wolfgang Weber |

phản lưới nhà
- Ivan Davidov (trận gặp Hungary)
- Ivan Vutsov (trận gặp Bồ Đào Nha)

### Đội hình toàn sao
| Thủ môn      | Hậu vệ                                            | Tiền vệ                                       | Tiền đạo                          |
| ------------ | ------------------------------------------------- | --------------------------------------------- | --------------------------------- |
| Gordon Banks | George Cohen Bobby Moore Vicente Silvio Marzolini | Franz Beckenbauer Mário Coluna Bobby Charlton | Flórián Albert Uwe Seeler Eusébio |

## Bảng xếp hạng giải đấu
| XH                  | Đội               | Bg | P | T | H | B | BT | BB | GD | Đ. |
| ------------------- | ----------------- | -- | - | - | - | - | -- | -- | -- | -- |
| 1                   | Anh               | 1  | 6 | 5 | 1 | 0 | 11 | 3  | +8 | 11 |
| 2                   | Tây Đức           | 2  | 6 | 4 | 1 | 1 | 15 | 6  | +9 | 9  |
| 3                   | Bồ Đào Nha        | 3  | 6 | 5 | 0 | 1 | 17 | 8  | +9 | 10 |
| 4                   | Liên Xô           | 4  | 6 | 4 | 0 | 2 | 10 | 6  | +4 | 8  |
| Bị loại ở tứ kết    |                   |    |   |   |   |   |    |    |    |    |
| 5                   | Argentina         | 2  | 4 | 2 | 1 | 1 | 4  | 2  | +2 | 5  |
| 6                   | Hungary           | 3  | 4 | 2 | 0 | 2 | 8  | 7  | +1 | 4  |
| 7                   | Uruguay           | 1  | 4 | 1 | 2 | 1 | 2  | 5  | −3 | 4  |
| 8                   | CHDCND Triều Tiên | 4  | 4 | 1 | 1 | 2 | 5  | 9  | −4 | 3  |
| Bị loại ở vòng bảng |                   |    |   |   |   |   |    |    |    |    |
| 9                   | Ý                 | 4  | 3 | 1 | 0 | 2 | 2  | 2  | 0  | 2  |
| 10                  | Tây Ban Nha       | 2  | 3 | 1 | 0 | 2 | 4  | 5  | −1 | 2  |
| 11                  | Brasil            | 3  | 3 | 1 | 0 | 2 | 4  | 6  | −2 | 2  |
| 12                  | México            | 1  | 3 | 0 | 2 | 1 | 1  | 3  | −2 | 2  |
| 13                  | Chile             | 4  | 3 | 0 | 1 | 2 | 2  | 5  | −3 | 1  |
| 13                  | Pháp              | 1  | 3 | 0 | 1 | 2 | 2  | 5  | −3 | 1  |
| 15                  | Bulgaria          | 3  | 3 | 0 | 0 | 3 | 1  | 8  | −7 | 0  |
| 16                  | Thụy Sĩ           | 2  | 3 | 0 | 0 | 3 | 1  | 9  | −8 | 0  |